# ناحیه کالکاسکا، میشیگان
ناحیه کالکاسکا (به انگلیسی: Kalkaska Township) یک منطقهٔ مسکونی در ایالات متحده آمریکا است که در شهرستان کالکاسکا، میشیگان واقع شده‌است.
 ناحیه کالکاسکا  ۴٬۷۲۲ نفر جمعیت دارد و ۳۱۴ متر بالاتر از سطح دریا واقع شده‌است.